# Bruce Beresford
Bruce Beresford (født 16. august 1940) er en australsk filminstruktør som også arbejder i USA.
Han er blevet nomineret for oscars flere gange, men har aldrig vundet.

## Udvalgte film
- Don's Party (1976)
- Breaker Morant (1980)
- Crimes of the Heart (1986)
- Driving Miss Daisy (1987)
- Paradise Road (1997)